# グスタフ・フォン・シュモラー
グスタフ・フォン・シュモラー（Gustav von Schmoller、1838年6月24日 - 1917年6月27日）は、ドイツの経済学者。ドイツ経済学の新歴史学派の代表と見なされている。

## 経歴
ハイルブロンで、ヴュルテンベルクの官吏の子として生まれた。テュービンゲン大学では、国家学(Staatswissenschaften, 経済学、歴史学、行政学の要素を併せ持つ学問)を学んだ。ハレ大学教授（1864年-1872年）、シュトラースブルク大学教授（1872年-1882年）、ベルリン大学教授（1882年-1913年）を歴任した。1881年以後、『シュモラー年報』を編集刊行。アドルフ・ワグナーやルヨ・ブレンターノとともにドイツ社会政策学会の創設にも尽力し、1890年から死去するまで会長をつとめた。いわゆる講壇社会主義者(Kathedersozialist)の代表的論者であり、晩年にはプロイセンのアカデミー会員や上院議員となり、1907年には貴族となっている。
シュモラーは、経済学を経験科学・歴史的学問と見た。永遠に有効である法則を否み、オーストリア学派の創始者カール・メンガーによって経済理論の無視を批判された。こうした論争は、方法論争として有名となった。また、マックス・ウェーバーとの間では、価値判断論争を行なった。個別的特殊研究と国家の役割を重視し、新歴史学派の中では右派のＡ．ワグナーと左派のＬ．ブレンターノの中間にあって、折衷的学風であった。
1900年以降、シュモラーは、 上下2巻の『国民経済学概論(Grundriß der allgemeinen Volkswirtschaftslehre)』を出版し、経済学界の巨匠としてドイツの支配階層や官界に大きな影響力を持っていた。

## 著書
- 『法及び國民經濟の根本問題』戸田武雄訳、有斐閣、1939年
- 『重商主義とその歴史的意義』正木一夫訳、未來社、1971年
- 『ドイツ中世都市の成立とツンフト闘争』瀬原義生訳、未來社、1975年
- 『国民経済、 国民経済学および方法』田村信一訳、日本経済評論社、2002年 - ISBN 4818814350